# Grottes de Sof Omar
Les grottes de Sof Omar forment un système de grottes de quinze kilomètres de longueur en Éthiopie. Elles sont situées près de Robe, dans la zone Bale, région d'Oromia, dans le sud-est de l'Éthiopie. La rivière Weyib traverse le complexe ; elle s'enfonce dans les grottes à Ayiew Maco et réapparaît à la résurgence d'Holuca, un kilomètre et demi plus loin. Elles sont connues pour leurs nombreux piliers, notamment ceux de la « chambre des colonnes ».
Selon la tradition, Sof Omar est le nom d'un saint homme musulman qui vivait dans la région et Ayiew est le nom de sa fille. Maco et Holuca sont les termes en langue locale pour « nom » et « grotte ». L'endroit est un lieu sacré à la fois pour les musulmans et pour les Oromos adeptes d'une religion traditionnelle.

## Explorations

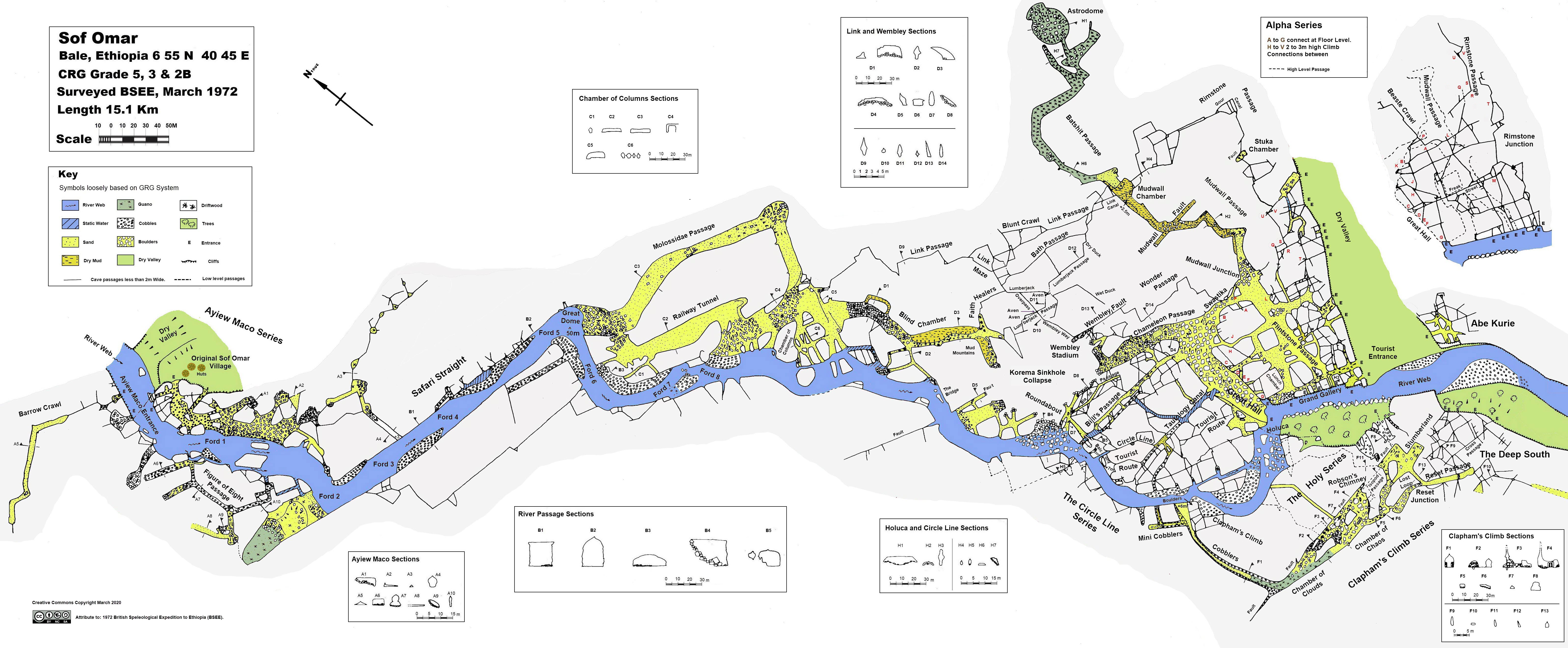
Étude de la grotte de Sof Omar, expédition spéléologique britannique de 1972.

L'explorateur Arthur Donaldson Smith (en) rend compte de sa visite des grottes en 1894. Une expédition italienne la visite aussi en 1913. En 1934, Henri Breuil conduit des recherches archéologiques dans la région. Les Italiens visitent certainement les grottes durant la période de l'occupation italienne en Éthiopie, mais apparemment, aucun ne fait une traversée complète d'Ayiew Maco à Holuca.
En 1967, Eric Robson, Chris Clapham et Kabir Ahmed explorent les grottes, reconnaissant huit kilomètres du complexe. À la suite, le bureau du tourisme d'Éthiopie publie une brochure au sujet des grottes. Bien que l'endroit ne soit pas aisément accessible et que le tourisme organisé n'existe pas encore, quelques visiteurs intrépides font le voyage jusqu'à ces grottes éloignées.
En février 1971, Théodore Monod, du Muséum national d'histoire naturelle français, Bill Morton, (un ancien membre de la Manchester University Speleological Society), un géologue de l'université Haïlé Sélassié Ier et Ato Mezmure Hailemeskale ajoutent un kilomètre supplémentaire au réseau exploré. La même année, Dick Ashford et Malcolm Largen de l'université Haïlé Sélassié mènent une étude sur les chauve-souris des cavernes.
En 1972, une expédition britannique arrive en Éthiopie. Avec l'aide initiale de Bill Morton, le groupe réalise une exploration systématique et une étude des grottes de Sof Omar et un rapport est publié dans les Transactions of the Cave Research Group of Great Britain. L'équipe explore 6,1 kilomètres de galeries et cavités, portant le total des zones explorées à 15,1 kilomètres.

## Géologie
Le réseau de grottes est probablement consécutif au soulèvement du rift est-africain au milieu du Miocène, qui a causé d'importants effondrements le long des plans de stratification. Un phénomène de karstification (dissolution des roches), lent mais persistant, agrandit ensuite les chambres effondrées, un réseau sec se forme ainsi. Lorsque le calcaire est suffisamment dissous, il se crée des passages qui finissent par capter totalement le cours de la Weyib, qui s'écoule, à partir de ce moment, en souterrain jusqu'à sa résurgence et laisse en surface une vallée sèche. L'absence de spéléothèmes rend cependant difficile de dater et de caractériser les changements climatiques et donc la formation du complexe et de nombreuses questions scientifiques restent en suspens telle l'hypothèse qu'un simple abaissement de la nappe phréatique pourrait être responsable de la formation du système de grottes sèches.
Le climat semi-aride actuel, conjugué à l'absence de sources dans la région, font que la zone est globalement sèche et le système est parcouru par un air sec. Il n'y a pas de dissolution du calcaire autre que celle causée par la rivière elle-même, sauf quelques infiltrations saisonnières vers la zone vadose en saison des pluies. Le système de grottes est donc un système essentiellement sans activité de dissolution depuis sa formation ; il n'y a ainsi pas de spéléothèmes identifiés. Les grottes se sont probablement formées à une époque où le climat était beaucoup plus humide.
Le cours souterrain de la Wyieb est de 1,5 kilomètre entre son entrée dans les grottes et sa résurgence. Elle a laissé un fin dépôt d'argile dans les chambres proches des berges. On y trouve aussi des tiges de genévriers, probablement charriées par l'eau. 
Une vaste doline de cent cinquante mètres de diamètre et trente mètres de profondeur se trouve au-dessus des grottes,. Il n'y a pas de signes qu'elle ait concourue à la formation des chambres qui se trouvent sous elle.

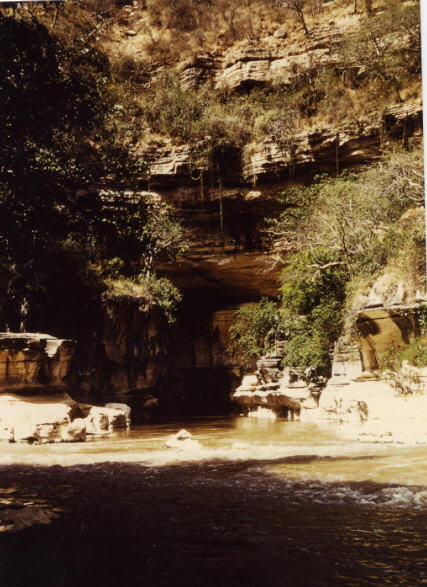
Ayiew Maco, où la Wiyeb s'enfonce dans le complexe souterrain.
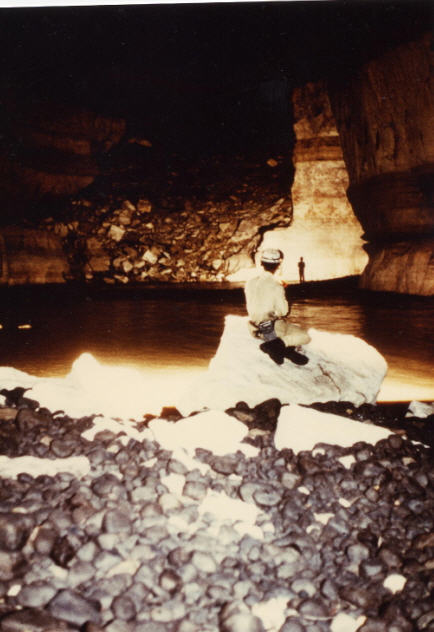
Vue du gué numéro 5 ; à l'arrière-plan, la rivière oblique à droite du Grand Dôme.
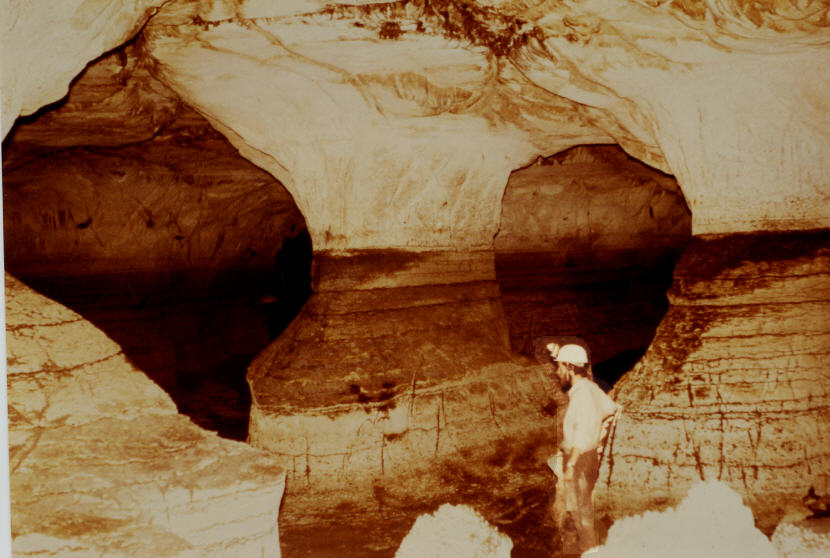
La « Chambre des Colonnes ». Les traces de boue indiquent le niveau atteint par l'eau en saison des pluies.
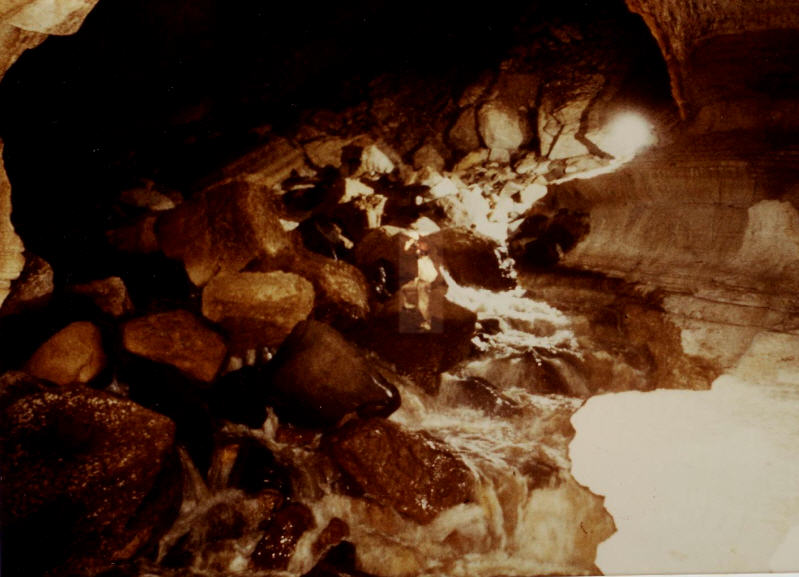
« Les grands rapides », créés par l'effondrement d'une doline et l'érosion par la rivière.
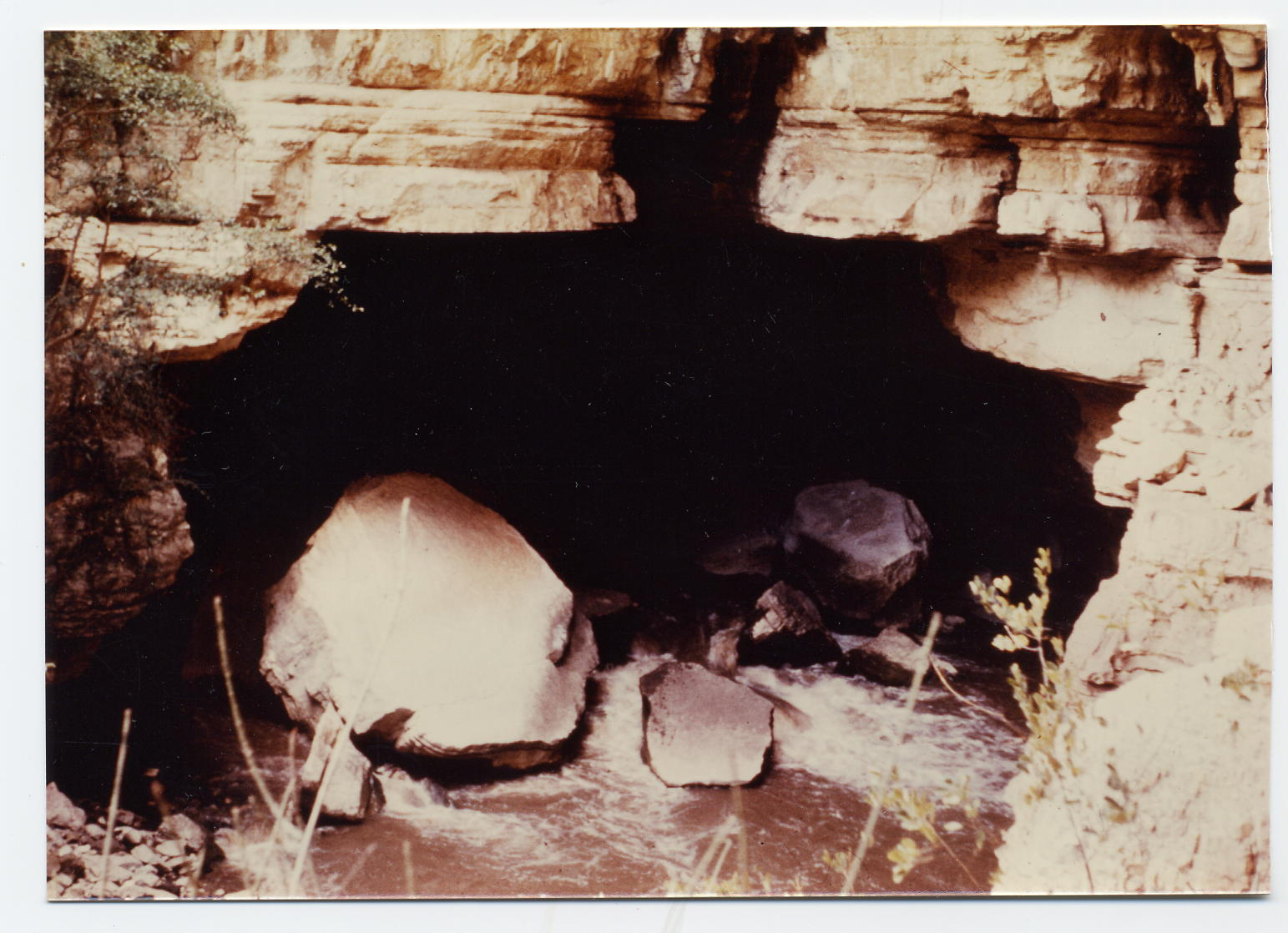
Résurgence à Holuca. Le rocher occupe un volume de plusieurs dizaines de mètres cubes ; il montre l'importance de l'effondrement. L'absence d'érosion indique qu'il s'agit d'un événement récent.
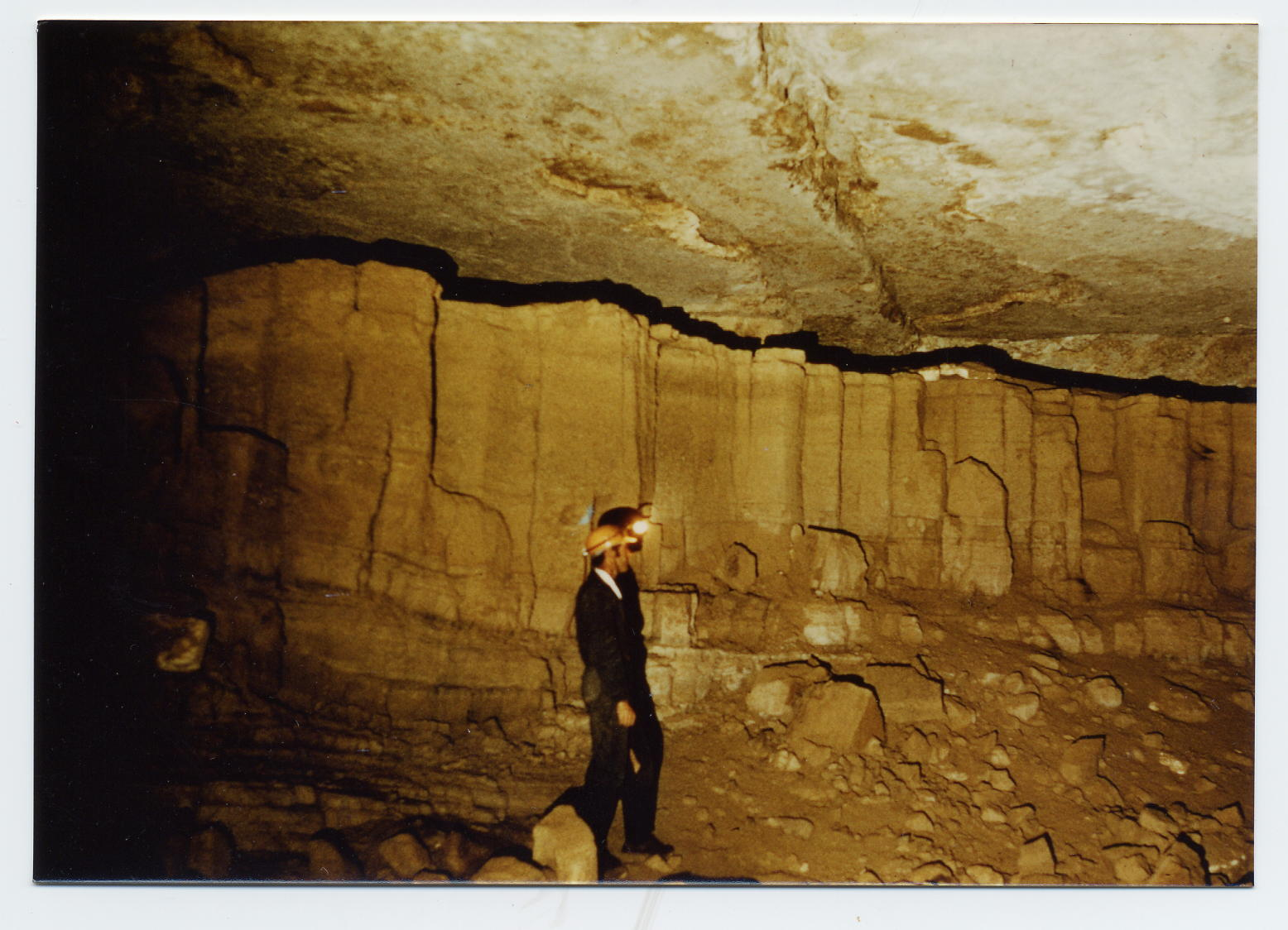
Mudwall Passage (passage du mur de boue) : on voit sur les parois les traces de boue laissées par les inondations annuelles.

## Faune

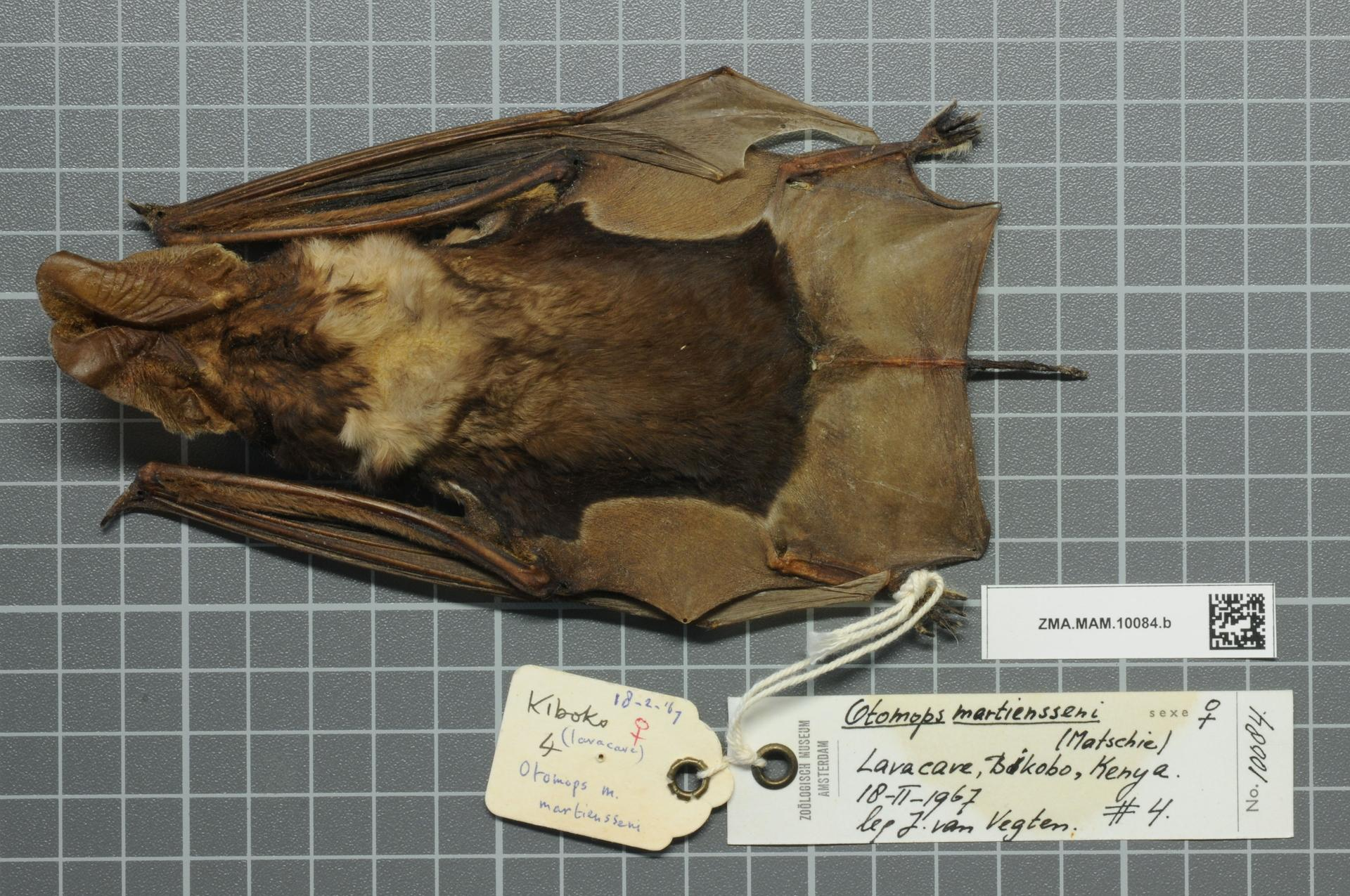
Otomops martiensseni naturalisée (spécimen kényan).

L'intérieur des chambres est biologiquement pauvre du fait du milieu sec, il n'existe pas de faune troglobie. Quelques insectes, dont des coléoptères et des cloportes, des grillons des cavernes (Rhaphidophoridae) et quelques colonies de termites ont été observés.
La faune la plus courante à l'intérieur des grottes est constituée par les chauves-souris qui se perchent à l'intérieur. L'espèce la plus représentée est Otomops martiensseni (chauve-souris à grandes oreilles), et on rencontre aussi l'espèce Cardioderma cor (« Nez-en-cœur ») et Rhinolophus blasii (Rhinolophe de Blasius). Les dépôts de guano de chauve-souris sont très localisés et ne contiennent que très peu d'organismes du fait de leur sécheresse.

## Lieu de culte
Aucun fossile ni gravure rupestre n'a été identifié en aucun endroit mais les grottes sont utilisées à des fins cultuelles depuis très longtemps ; de puissants êtres surnaturels sont censés habiter en cet endroit et un culte sacrificiel et des prières leur sont adressés. Plus tard, vers le XIe siècle, le culte de Cheik Sof Omar, un saint homme de l'Islam, se développe au même endroit, probablement une forme d'Islam indigénisé. Le lieu sert toujours comme but de pèlerinage et lieu de culte,.